# Съчетано плуване
Съчетано плуване е комбинация от четирите основни стилове на плуване. Дистанцията може да се преплува от един плувец или четирима, всеки в отделен стил. Редът в който се плуват стиловете е:
- Бътерфлай
- Гръб
- Бруст
- Кроул

Най-късата дистанция е 100 метра (на 25-метров басейн само) като стиловете се сменят на всеки 25 метра. Всяка следваща дистанция е кратна на 100.

## Световни рекорди, 50 м басейн
| Световен рекорд мъже | 200 m индивидуално съчетано плуване | Райън Лохте САЩ     | 1:54.00 | Шанхай, Китай   | 28 юли 2011 |
| Световен рекорд мъже | 400 m индивидуално съчетано плуване | Леон Маршан Франция | 4:02.50 | Фукуока, Япония | 23 юли 2023 |

| Световен рекорд жени | 200 m индивидуално съчетано плуване | Ариана Кукърс САЩ | 2:06.15 | Рим, Италия            | 27 юли 2009 |
| Световен рекорд жени | 400 m индивидуално съчетано плуване | Шивен Йе Китай    | 4:28.43 | Лондон, Великобритания | 28 юли 2012 |